# Osio di Cordova
Osio (o Ossio) di Cordova (in latino: Osius - anche Ossius - Cordubensis; Cordova, 256 – Sirmio, 358) fu vescovo di Cordova e consigliere dell'imperatore Costantino I. È considerato Padre della Chiesa (anche se non compare negli elenchi ufficiali). La Chiesa cattolica e quella ortodossa lo venerano come santo confessore e ne celebrano la festa il 27 agosto.

## Biografia
Osio nacque a Cordova nel 256 da una ricca e importante famiglia romana, e fu eletto vescovo della sua città natale nel 294. Durante le persecuzioni di Diocleziano e Massimiano, rifiutando di abiurare la propria fede cristiana fu condannato all'esilio. Partecipò al Concilio di Elvira in Hispania. Tra il 306 e il 312 si sarebbe già stato vicino all'imperatore Costantino I, tuttavia nulla di certo al riguardo può essere affermato visto che non si ha alcuna notizia certa anteriore ai primi mesi del 313. Inoltre è impossibile considerarlo il principale artefice della conversione dell'imperatore al cristianesimo, tuttavia è plausibile che abbia partecipato al suo avvicinamento alla fede.

### Lotta contro le eresie e attività conciliare
Si impegnò poi con zelo nella lotta contro Ario, un presbitero che negava la divinità di Cristo e la sua consustanzialità con il Padre. Osio fu inviato ad Alessandria d'Egitto dall'imperatore stesso per cercare di intervenire contro di lui. Poiché la predicazione di Ario cominciava a diffondersi, fu convocato su ordine di Costantino il Concilio di Nicea (325), al quale parteciparono 318 vescovi. Ad Osio è tradizionalmente attribuita la presidenza dell'assise; tale opinione è però basata solo sul fatto che risulterebbe come primo firmatario dei decreti conciliari (che però furono ampiamente rimaneggiati successivamente) e appare oggi piuttosto arbitraria. Anche la notizia che fosse tra i due presbiteri delegati del vescovo di Roma (assente per motivi di salute) è del tutto ingiustificata alla luce delle fonti disponibili. Inoltre Atanasio e Filostorgio attribuiscono ad Osio e ad Alessandro di Alessandria la formulazione della consustanzialità come espressa nel Credo; tuttavia risulta più credibile la testimonianza dello storico Socrate Scolastico che l'attribuisce ad Eusebio di Cesarea.
Nel 343 Osio convocò il Concilio di Serdica, cui presero parte circa 300 vescovi greci e 76 latini, per fissare un'organizzazione ecclesiastica e ribadire la condanna all'arianesimo. Tornato nella penisola iberica, Osio convocò un sinodo provinciale nel quale espose e fece entrare in vigore le decisioni prese a Serdica.

### Persecuzione di Costanzo II e morte
Tra il 342 e 343 l'imperatore filoariano Costanzo II convocò un nuovo sinodo a Serdica per cercare di ricomporre le differenze tra niceni e ariani, in tale occasione Osio interviene a favore dei niceani e delle tesi di Atanasio. Non si hanno sue notizie negli anni successivi, è però chiaro che mantiene i contatti con gli altri vescovi niceani, di cui rimane il principale rappresentante. Sebbene durante il concilio di Milano del 355 avvenisse un'ulteriore condanna delle posizioni di Atanasio, Osio non ne accettò le decisioni, venendo dunque esiliato a Sirmio. Poco prima della partenza, il vescovo di Cordova rispose alle minacce imperiali con una lettera nella quale rifiutava di abiurare il suo credo, come aveva fatto da giovane sotto Diocleziano. A Sirmio fu ancora costretto a partecipare ad un sinodo e ad accettare una nuova formula imposta dai vescovi ariani, senza tuttavia condannare Atanasio. Morì poco dopo, vecchissimo, lontano dalla sua terra e dalla sua diocesi.